# International America’s Cup Class

Die US-amerikanische BMW Oracle (links) und die italienische Luna Rossa im Jahr 2007, letzte Generation der IACC Yachten

Die International Americas Cup Class (IACC) ist eine Bootsklasse für Regattayachten, die für den America’s Cup (AC) entwickelt wurde, mittlerweile aber nicht mehr in Regatten gesegelt wird. Die IACC-Klasse ist eine Konstruktionsklasse, die den Yachtkonstrukteuren innerhalb einer festgelegten Formel Raum für individuelle Lösungen ließ. Durch die Bauformel und Konstruktionsvorschriften waren die Boote einer Generation jeweils nahezu baugleich und konnten so vergütungslos gegeneinander segeln. Diese 1:1-Situation ist eine wichtige Voraussetzung für das medienwirksame Match Race, bei der zwei Boote gegeneinander antreten und der Zuschauer schnell erkennen kann, welche Yacht führt.
Die IACC-Klasse wurde beim America’s Cup 1992 etabliert und löste die seit 1958 genutzte 12mR-Klasse ab. Davor verwendete man die J-Klasse. Die Regelstreitigkeiten im America’s Cup von 1988 haben die Entwicklung der IAAC-Klasse sicherlich beschleunigt. Die Neuseeländer versuchten im sogenannten ungleichen Duell (Mis Match) mit einer 36 m langen Yacht den Cup zu gewinnen, unterlagen aber den trickreichen US-amerikanischen Seglern unter Führung von Dennis Conner, der mit einem Katamaran antrat und gewann.
Das Ende der IACC-Klasse markierte der 33. America’s Cup im Februar 2010, der mit Mehrrumpfyachten ausgetragen wurde. Das siegreiche US-amerikanische Team BMW Oracle Racing konnte die Wettfahrtregeln aufgrund des Deed of Gift weitgehend bestimmen und kündigte an, künftige Wettfahrten mit Mehrrumpfyachten austragen lassen.

## IACC-Segelnummern

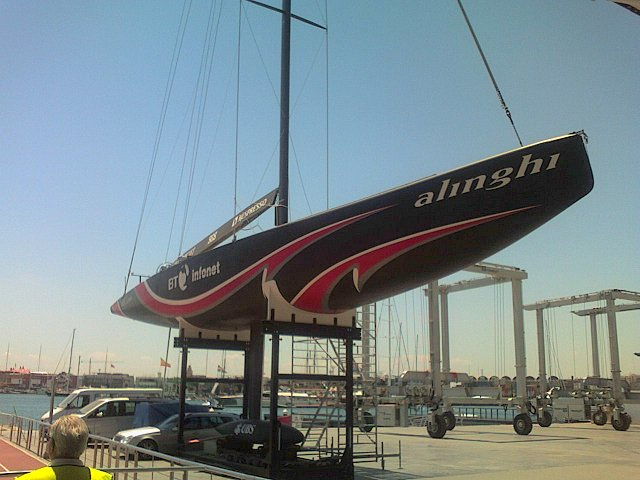
Alinghi 4, Americas-Cup-Siegerin 2007

Die IACC-Segelnummern wurden fortlaufend vom „America’s Cup Measument Committee“ (ACM) ausgegeben. Das Vermessungskomitee vergab eine neue Segelnummer, sobald ein bestimmter Baufortschritt des neuen Rumpfes erreicht war. Die Segelnummern bestehen aus zwei Teilen, dem Präfix aus drei Buchstaben, das die Nation der Mannschaft oder des Syndikats angibt, und einer fortlaufenden Rumpfnummer. Die Nationalbezeichnung wechselte, wenn das Boot an ein Syndikat aus einer anderen Nation verkauft wurde, die Rumpfnummer blieb bestehen. Bisher wurden nur an ein Boot zwei Segelnummern ausgegeben: RUS-62 wurde auf der Basis der sehr stark veränderten Rumpfteile von RUS-24 gebaut und neu als RUS-62 registriert.

## IACC Klassenvorschrift
Die Version 5.0 der Internationalen America’s Cup Klassenvorschriften (International America’s Cup Class Rule) wurde am 15. Dezember 2003 veröffentlicht. Das Copyright wird gemeinsam vom Verteidiger (defender) Team Alinghi und dem Challenger of Record BMW Oracle Racing gehalten.
Die IACC-Yachten mussten in einem vorgegebenen Rahmen aus Länge, Gewicht (max. 24 Tonnen), Breite (max. 4,5 m), Tiefgang (max. 4,1 m), Segelfläche usw. konstruiert werden und ähneln sich daher. Die Länge, die Segelfläche und die Verdrängung mussten einer Formel genügen, die zu Bootslängen zwischen 20 und 28 m führte. Eine IACC-Yacht hatte auf Regatten 17 Besatzungsmitglieder sowie einen Gast, somit maximal 18 Personen an Bord. Wurde auf den Gast verzichtet, der oftmals vom Sponsor eingeladen wurde, so musste die Mannschaft 100 kg Zusatzgewicht an Bord mitführen.
| Typische Maße einer IACC-Yacht | Typische Maße einer IACC-Yacht |
| ------------------------------ | ------------------------------ |
| Länge über alles               | 26 Meter                       |
| Breite                         | 4,5 Meter                      |
| Tiefgang                       | 4,10 Meter                     |
| Masthöhe                       | 33 Meter                       |
| Segelfläche am Wind            | 325 Quadratmeter               |
| davon Großsegel                | 215 Quadratmeter               |
| Spinnaker                      | 160 % der Segelfläche am Wind  |
| Segelfläche vor dem Wind       | 750 Quadratmeter               |
| Gesamtgewicht                  | max. 24 Tonnen                 |
| Kielballast                    | 19 Tonnen                      |
| Crewgröße                      | 17 Personen + 1 Gast           |

## Erfolgreiche IACC-Yachten und ihre Mannschaften

Neuseeländische IACC Yacht, Luis Vuitton Cup – Siegeryacht, im späteren Americas Cup gegen die Alinghi 4 unterlegen

Für eine vollständige Liste der IACC-Yachten siehe Hauptartikel: Liste der IACC Yachten

### America’s Cup
- America’s-Cup-Sieger 2007: Alinghi, SUI-100 (defender),  Schweiz
- America’s-Cup-Sieger 2003: Alinghi, SUI-64 (challenger),  Schweiz
- America’s-Cup-Sieger 2000: Black Magic, NZL-60 (defender),  Neuseeland
- America’s-Cup-Sieger 1995: Black Magic, NZL-32 (challenger),  Neuseeland
- America’s-Cup-Sieger 1992: America³, USA-23 (defender),  Vereinigte Staaten

## Umpire Signaling System (USS)
Mit dem 31. America’s Cup im Jahr 2007 wurde das Umpire Signaling System (Schiedsrichter-Signal-System) eingeführt. Das System erlaubte den Schiedsrichtern, Informationen über Überlappungen der Boote und über das Eintreten in den Drei-Bootslängen-Kreis um die Wendemarken an die Crews zu kommunizieren.
An Bord jeder der beiden Yachten (Verteidiger und Herausforderer) war dazu eine Anzeige installiert, die mit drei LED-Lichtern die Situation, wie sie die Schiedsrichter sehen, anzeigte.
- Grünes Licht: Zonen-Eintritt, das bedeutet, dass die führende Yacht in den Drei-Längen-Kreis um die Wendemarke eingefahren ist.
- Gelbes Licht: Überlappung, das bedeutet, dass der Bug der überholenden Yacht mit dem Heck der führenden Yacht überlappt und es keine Beschränkung für die leewärtige Yacht gibt, auf direktem Wege zur nächsten Wendemarke zu segeln. Die in Lee liegende Yacht kann höher am Wind segeln als es der direkte Weg zur nächsten Wendemarke notwendig macht (Yacht kann luven). Die in Lee liegende Yacht kann die in Luv segelnde Yacht zur Wende zwingen oder in den Wind luven.
- Weißes Licht: Bedeutet, dass die Tiefe der Überlappung so angewachsen ist, dass die Yacht gemäß Regel 17.1 der Wettfahrtregeln in Lee nun einen sauberen Kurs zur nächsten Wendemarke steuern muss und deshalb nicht anluven darf und die überholende Yacht zur Wende zwingen kann oder ihr einen höheren Kurs zur nächsten Wendemarke als notwendig aufzwingen kann.

Die Regatta-Regeln definieren, welche Manöver zulässig sind, wenn sich eine Yacht einer Wendemarke nähert und wenn ein zurückliegendes Boot versucht ein führendes Boot zu überholen. Das Ziel der USS ist es, Zweifelsfälle einzuschränken und Proteste zu vermeiden, weil die Wettkämpfer unterschiedliche Einschätzungen einer Situation haben, insbesondere über ihre Position zueinander und die Entfernung zu einer Wendemarke und aufgrund ihrer Einschätzung taktische Manöver ausführen, die nach den Wettfahrtregeln verboten sind.
Das System wurde von der Firma Pilotfish Networks AB entwickelt.

## Die IACC-Formel
IACC-Formel:
{\displaystyle {\frac {L+1.25\times {\sqrt {S}}-9.8\times {\sqrt[{3}]{DSP}}}{0.686}}\leq 24.000\,Meter}
- DSP: Verdrängung in Kubikmetern
- L: Länge in Metern
- S: Segelfläche in Quadratmetern

## Zukunft der IACC-Klasse
Sofort nach Abschluss des 32. America’s Cup im Jahr 2007 verkündete Brad Butterworth offiziell im Namen des Teams Alinghi und des America’s Cup Managements, dass im nächsten America’s Cup mit einer neuen Bootsklasse gesegelt werden solle. Man hatte das Gefühl, dass die IACC-Klasse ausgereizt sei, und wollte ein neues Bootsdesign, das größere Boote mit größerer Mannschaft bringe und es dadurch möglich werde, auch athletischer bei Windstärken oberhalb von 30 Knoten zu segeln.
Die bestehenden Yachten der IACC-Klasse sollten weiterhin für Qualifikationsregatten zum America’s Cup genutzt werden.

## Neue AC90-Klasse
Die neu präsentierten Bootsregeln setzen die Maße nicht mehr mit einer sogenannten Rating-Formel fest, bei der die einzelnen Werte voneinander abhängen, sondern mit einer Box-Regel, bei der die angegebenen Maximalwerte unabhängig voneinander einzuhalten sind.
Die neuen Boote sollten bis zu 90 Fuß (27,43 m) lang sein und von einer Crew mit 20 Personen (bisher 17) gesegelt werden. Die Segelfläche wurde erhöht (Masthöhe 37,9 m, Großsegel: 300 m2, Vorsegel: 171 m2, Spinnaker unlimitiert). Trotz insgesamt größeren Dimensionen sollten die Schiffe bei einer erhöhten Breite von max. 5,3 m (bisher 3,5 m) weniger Wasser verdrängen (nur noch 23 statt 24 t); damit sollten die Boote erheblich schneller beschleunigen können. Die AC-90-Klasse kam jedoch nie zum Einsatz, stattdessen wird der America’s Cup heute auf Mehrrumpfbooten ausgetragen.